# Perameles
Perameles é um gênero marsupial da família Peramelidae. Pode ser encontrado na Austrália, Tasmânia e ilhas adjacentes (Ilhas Dorre e Ilhas Bernier).

## Espécies
- Perameles bougainville Quoy e Gaimard, 1824 - Bandicoot-de-bouganville
- †Perameles eremiana Spencer, 1897 - Bandicoot-do-deserto
- †Perameles fasciata
- Perameles gunnii Gray, 1838 - Bandicoot-listrado-oriental
- †Perameles myosuros
- Perameles nasuta É. Geoffroy, 1804 - Bandicoot-de-focinho-comprido
- †Perameles notina
- Perameles pallescens
- †Perameles papillon[1] Travouillon & Phillips, 2018

### Espécies fósseis
- †Perameles allinghamensis[2] Archer & Wade, 1976
- †Perameles bowensis[3] Muirhead, Dawson & Archer 1997
- †Perameles sobbei[4][5]
- †Perameles wilkinsonorum[6]